# Hohlenbach (Reichenbach)
Der Hohlenbach ist ein etwa vier Kilometer langer, westnordwestlicher und linker Zufluss des Reichenbaches im unterfränkischen Landkreis Aschaffenburg im bayrischen Spessart. Er verläuft im Hutzelgrund vorwiegend Richtung Osten.

## Geographie

### Verlauf
Der Hohlenbach entspringt als Aulenbach auf einer Höhe von 310 m ü. NHN in einem Tal nordwestlich von Hohl im Wüstenfeld an der Stempelhöhe (422 m). Er fließt in Hohl an der weithin bekannten Lourdesgrotte vorbei, nimmt auf seinem weiteren Weg den Gunzenbach auf und fließt am Ortsteil Rothengrund vorbei.
In Rothengrund betrieb der Hohlenbach einst die Wisselsmühle. Danach erreicht er die Heimbacher Mühle, wo an der im Jahre 2012 erbauten Fuß- und Radwegbrücke ein Teil des Reichenbachwassers in einem Rohr über den Hohlenbach geführt und für den Antrieb der Mühle genutzt wird. Der Hohlenbach unterquert einige Meter weiter die Staatsstraße 2309 und er fließt auf 194 m ü. NHN in den zweiten Arm des Reichenbaches.

### Zuflüsse
- Gunzenbach (links)

### Flusssystem Kahl
- Liste der Fließgewässer im Flusssystem Kahl

## Geschichte

### Mühlen
- Wisselsmühle

Siehe hierzu auch die Liste von Mühlen im Kahlgrund.